# Contea di Yanshan (Hebei)
La contea di Yanshan (盐山县S, Yánshān XiànP) è una contea della Cina, situata nella provincia di Hebei e amministrata dalla prefettura di Cangzhou.